# Mel Giedroyc
Melanie Clare Sophie Giedroyc, /ˈ ɡ ɛ d r ɔɪ tʃ / ; polskt uttal: [ˈɡʲɛdrɔjtɕ], född 5 juni 1968, är en brittisk skådespelerska, komiker och mediapersonlighet. Tillsammans med Sue Perkins har hon utgjort en komikerduo och bland annat varit värd för TV-program som Light Lunch för Channel 4, The Great British Bake Off för BBC och chattprogrammet Mel and Sue för ITV.

## Biografi
Mel Giedroyc växte upp i Leatherhead i Surrey. Hennes far flyttade till Storbritannien 1947 och var av polsk-litauiskt ursprung och tillhörde den adliga ätten Giedroyć Mel Giedroyc gick på Oxford High School och fortsatte på Trinity College i Cambridge där hon tog examen med studier i franska och italienska.
Under sina studier var hon med i spexföreningen Footlights, där hon lärde känna Sue Perkins, och de bildade komikerduon Mel and Sue. När de uppträdde på Edinbugh Fringe 1993 nominerades de till bästa nykomlingar. De fick deras första programledarroller för lunchshowen Light Lunch på Channel 4. Hon har därefter varit med i, och programlett, flera TV-shower både själv och i par med Sue Perkins. Hon har varit paneldeltagare i program som QI, 8 Out of 10 Cats, spinoffen 8 Out of Cats Does Countdown  och Have I Got News For You.
Giedroyc återförenades med Sue Perkins 2010 för att vara värd för den nya matlagningstävlingen The Great British Bake Off på BBC Two. Senare berättade Giedroyc att hon gjorde programmet bara för pengarna, och varit nära att gå i konkurs. De programledde till 2016, när serien bytte från BBC till Channel 4.
I maj 2015 kommenterade Giedroyc semifinalerna i Eurovision Song Contest 2015 för Storbritannien tillsammans med Scott Mills. Sedan 2016 har hon presenterat programmet Eurovision You Decide, programmet som tar fram de brittiska tävlande i Eurovision, och 2018 verkade hon som talesperson för Storbritannien i Eurovision.
År 2017 tävlade Giedroyc i den fjärde säsongen av Bäst i test England mot Lolly Adefope, Hugh Dennis, Noel Fielding och Joe Lycett.

## Böcker
- 2005, From Here to Maternity: One Mother of a Journey, Ebury Press, ISBN 978-0091897505 – dagbok baserad på hennes första graviditet.
- 2007, Going Ga-Ga: Finns det liv efter födseln?, Ebury Press,ISBN 978-0-09-190592-7 – liknande tema.
- 2021, The Best Things, RubrikrecensionISBN 978-1472256218 - debutroman